# Billy Bajema
Billy Bajema (Oklahoma City, 31 ottobre 1982) è un ex giocatore di football americano statunitense che ha militato nel ruolo di tight end nella National Football League (NFL). Fu scelto nel corso del settimo giro (249º assoluto) del Draft NFL 2005 dai San Francisco 49ers. Al college ha giocato a football all'Università statale dell'Oklahoma.

## Carriera professionistica

### San Francisco 49ers
Bajema fu scelto nel corso del settimo giro del Draft 2005 dai San Francisco 49ers. L'8 giugno 2005 firmò un contratto annuale del valore di 1,043 milioni di dollari coi 49ers. Bajema riuscì ad entrare nei 53 uomini del roster attivo dopo la pre-stagione e, alla fine della stagione 2007, aveva giocato 45 partite di cui 15 come titolare.
Bajema firmò un prolungamento annuale, del valore di 927.000 dollari come restricted free agent per rimanere coi 49ers nel 2008. In quella stagione fu usato principalmente con il compito di bloccatore.

### St. Louis Rams
Divenuto un unrestricted free agent dopo la stagione 2008, Bajema firmò un contratto triennale del valore di 2,5 milioni di dollari con i St. Louis Rams il 30 marzo 2009. Tale contratto incluse 270.000 di bonus alla firma. Nella stagione 2010, Billy segnò i primi due touchdown su ricezione della carriera.

### Baltimore Ravens
Il 1º agosto 2012, Bajema firmò coi Baltimore Ravens. Si ritirò dopo la stagione 2013.

## Palmarès
- Super Bowl : 1

Baltimore Ravens: Super Bowl XLVII
- American Football Conference Championship: 1

Baltimore Ravens: 2012

## Statistiche
| Partite totali             | 120 |
| Partite totali da titolare | 52  |
| Ricezioni                  | 40  |
| Yard su ricezione          | 416 |
| Touchdown su ricezione     | 2   |